# Ameletus doddsianus
Ameletus doddsianus är en dagsländeart som beskrevs av Zloty 1996. Ameletus doddsianus ingår i släktet Ameletus och familjen Ameletidae. Inga underarter finns listade i Catalogue of Life.